# 우찬양
우찬양(1997년 4월 27일~ )은 대한민국의 축구 선수이다. 포지션은 수비수이다.

## 클럽 경력
우찬양은 포항 스틸러스 산하의 유소년 팀인 포항제철중학교와 포항제철고등학교를 거쳤으며, 2016년 포항 스틸러스에 우선지명되어 입단하였다. 7월 3일 광주 FC와의 원정 경기에서 선발 출장하며 데뷔전을 치렀다.
2019시즌 여름 이적사장에서 K리그2의 수원 FC로 임대되었다. 하지만 후술할 음주운전 사건으로 인해 수원 FC와의 임대계약이 해지되었으며 2019시즌을 마친 후 원 소속팀인 포항과의 계약 역시 해지되었다.
2021시즌을 앞두고 K3리그의 김해시청 축구단에 이적했다.

## 사건 사고
수원 FC로 임대된 뒤 얼마 지나지 않은 2019년 8월, 음주운전에 적발되었다는 사실이 밝혀졌다. 이후 우찬양은 구단에 자진신고를 했으며 8월 30일 개최된 상벌위원회에서 한국프로축구연맹은 우찬양에게 15경기의 출전 정지 징계를 내렸다. 이후 수원 FC는 우찬양과의 임대 계약을 해지함을 발표했다.